# Bande étroite

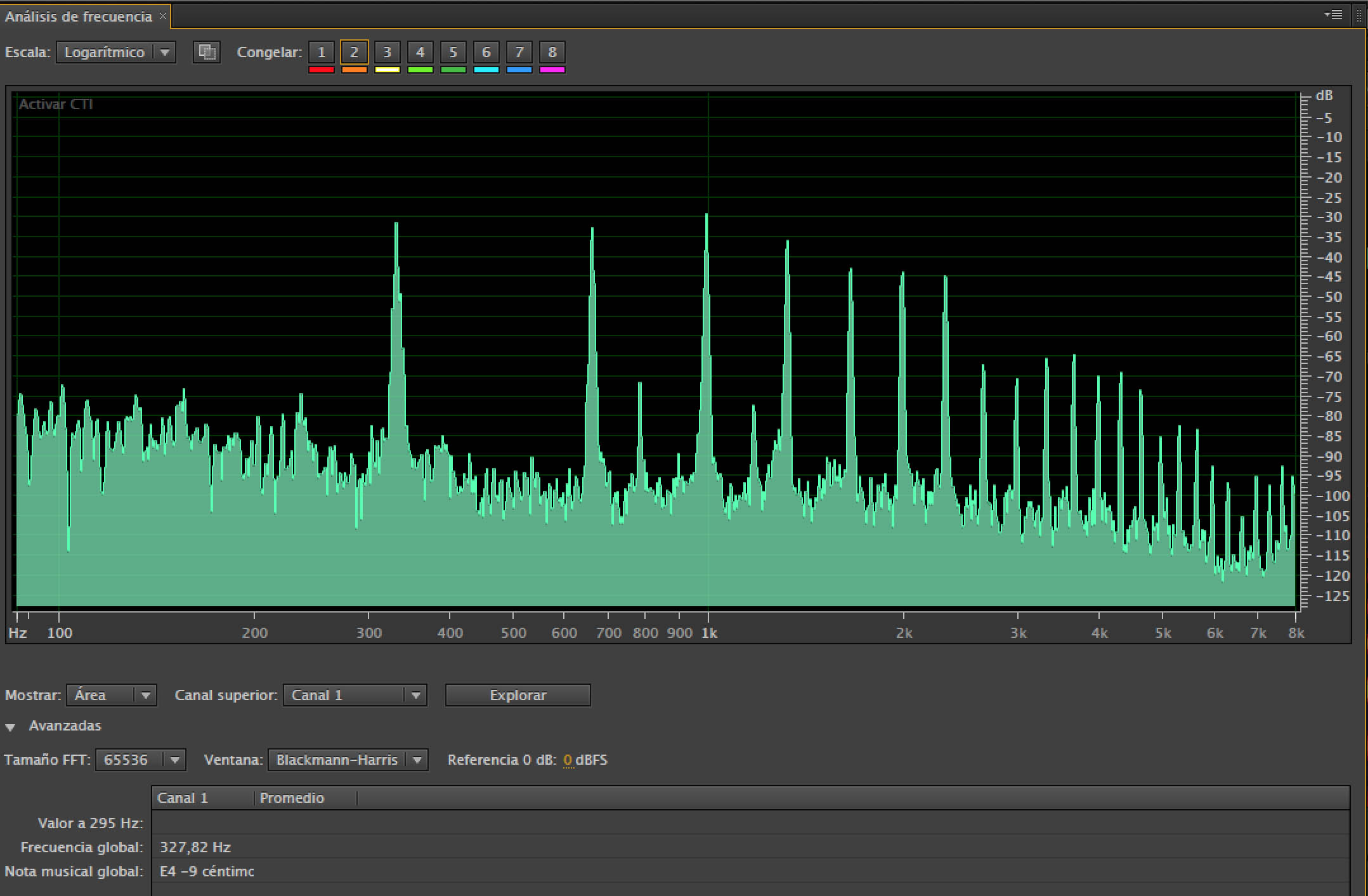
Spectre d'un signal calculé par transformée de Fourrier rapide (FFT – Fast Fourier Transform). Ici les bandes étroites correspondent aux pics présents sur le spectre.

Une bande étroite est un canal radio dans lequel la bande passante du message transmis ne dépasse pas significativement la bande de cohérence du canal. Le terme « bande étroite » est souvent utilisé par opposition avec « large bande ».
Dans les télécommunications filaires ou sans fil, un canal à bande étroite est considéré comme ayant une réponse en fréquence plate ; la bande passante du signal transmis sera de ce fait inférieure à la bande de cohérence du canal.
Un canal à bande étroite n'est qu'une hypothèse théorique et il n'existe pas de canal à atténuation parfaitement constante. Néanmoins, cette approximation permet une simplification de l'analyse de plusieurs aspects des communications sans fil.
Elle est également utilisée dans l'audio pour décrire les sons qui occupent des bandes de fréquence limitées.
En téléphonie, elle est utilisée pour décrire la bande de fréquence de 300 à 3 400 Hz.